# Южный Йемен на летних Олимпийских играх 1988
Южный Йемен участвовал в летних Олимпийских играх 1988 в Сеуле. Это было единственное появление страны на Играх, позже Южный Йемен объединился с Северным Йеменом и страна начала выступать на Олимпиадах как единая нация. На Играх в Сеуле Южный Йемен представляли 5 спортсменов, которые выступали в соревнованиях по лёгкой атлетике и боксу.

## Состав сборной
Бокс
1. Али Мохаммед Джафер
2. Мохамед Махфуд Сайед

 Лёгкая атлетика
1. Эхаб Фуад Ахмед Наги
2. Сахим Салех Мехди — знаменосец на открытии Игр
3. Фарук Ахмед Сайед

## Результаты соревнований

### Бокс
| Спортсмен            | Категория | 1/32 финала            | 1/16 финала              | 1/8 финала           | 1/4 финала           | Полуфинал            | Финал                |
| Спортсмен            | Категория | Соперник и результат   | Соперник и результат     | Соперник и результат | Соперник и результат | Соперник и результат | Соперник и результат |
| -------------------- | --------- | ---------------------- | ------------------------ | -------------------- | -------------------- | -------------------- | -------------------- |
| Мохамед Махфуд Сайед | 51 кг     | -                      | Эммануэль Нсубуга Пор КО | Не прошёл            | Не прошёл            | Не прошёл            | Не прошёл            |
| Али Мохаммед Джафер  | 57 кг     | Ванчай Понгсри Пор RSC | Не прошёл                | Не прошёл            | Не прошёл            | Не прошёл            | Не прошёл            |

## Лёгкая атлетика
Мужчины
| Спортсмен            | Вид   | Забег     | Забег | Четвертьфинал | Четвертьфинал | Полуфинал | Полуфинал | Финал     | Финал     |
| Спортсмен            | Вид   | Результат | Место | Результат     | Место         | Результат | Место     | Результат | Место     |
| -------------------- | ----- | --------- | ----- | ------------- | ------------- | --------- | --------- | --------- | --------- |
| Эхаб Фуад Ахмед Наги | 100м  | 11,53     | 8     | Не прошёл     | Не прошёл     | Не прошёл | Не прошёл | Не прошёл | Не прошёл |
| Сахим Салех Мехди    | 200м  | 22,95     | 8     | Не прошёл     | Не прошёл     | Не прошёл | Не прошёл | Не прошёл | Не прошёл |
| Фарук Ахмед Сайед    | 5000м | 15.11,20  | 18    | Не прошёл     | Не прошёл     | Не прошёл | Не прошёл | Не прошёл | Не прошёл |